# ヴィクトル・フォン・ラング
ヴィクトル・フォン・ラング（Viktor von Lang, 1838年3月2日 - 1921年7月3日）はオーストリアの物理学者で、結晶学の創始者のひとりである。結晶の面間の角度を測定するゴニオメーターや反射式のガルバノメーターを製作した。

## 生涯
ウィーナー・ノイシュタットに生まれた。ウィーン大学で学んだ後、1859年にギーセン大学で結晶の研究で博士号を得るとともに、パリやロンドンの科学者の知己を得た。その後、ハイデルベルクでグスタフ・キルヒホフおよびロベルト・ブンゼンのもとで研究し、パリでアンリ・ヴィクトル・ルニョーのもとで実験物理学を学んだ。
1861年にウィーンに戻り、ウィーン大学物理学研究所に入所し、ロンドンのケンジントン博物館、グラーツ大学で働いた後、1866年にウィーン大学物理学研究所の教授となった。1904年にオーストリア度量衡局の所長となり、1915年から1919年の間、オーストリア科学アカデミーの会長を務めた。オックスフォード大学の名誉博士号の栄誉を得た。
科学の広い分野を研究したが、生涯を通じて結晶の物理的性質を研究した。ラングの教えた学生には、フランツ・ゼラフィン・エクスナー (Franz Serafin Exner)、ヨハン・プルイ (Johann Puluj)、エルンスト・レヒャー、アントン・ランパ (Anton Lampa)、フェリックス・エーレンハフト などがいる。
鉱物のラング石 (langite) に命名された。